# Kanton Beaumes-de-Venise
Kanton Beaumes-de-Venise (fr. Canton de Beaumes-de-Venise) je francouzský kanton v departementu Vaucluse v regionu Provence-Alpes-Côte d'Azur. Tvoří ho sedm obcí.

## Obce kantonu
- Beaumes-de-Venise
- Gigondas
- Lafare
- La Roque-Alric
- Sablet
- Suzette
- Vacqueyras